# اسب وحشی (فیلم)
اسب وحشی (انگلیسی: Mustang) فیلمی درام به کارگردانی دنیز گامزه ارگوون است که سال ۲۰۱۵ منتشر شد.